# 區域市政局功能界別
區域市政局功能界別是香港立法會選舉功能界別之一，前身為1985年設立的「臨時區域議局」選舉團（其時區域市政局仍在籌備成立），1988年正名為「區域市政局」選舉團，至1991年「區域市政局」被歸類為功能組別，選民包括區域市政局全體議員。隨著市政局與區域市政局於1999年12月31日後解散，兩局代表議席於翌年選舉由區議會功能界別及飲食界功能界別取代。

## 歷任議員
臨時區域議局選舉團（1985年至1988年）
| 屆別           | 議員   | 政治聯繫 |
| -------------- | ------ | -------- |
| 1985年10月30日 | 劉皇發 |          |

區域市政局選舉團（1988年至1991年）
| 屆別           | 議員   | 政治聯繫 |
| -------------- | ------ | -------- |
| 1988年10月12日 | 張人龍 |          |

區域市政局功能組別（1991年至1997年）
| 屆別           | 議員   | 政治聯繫 |
| -------------- | ------ | -------- |
| 1991年10月9日  | 梁錦濠 | 穩港協   |
| 1993年8月6日   | 曹紹偉 | 穩港協   |
| 1995年10月11日 | 顏錦全 | 民建聯   |

區域市政局功能界別（1998年至2000年）
| 屆別           | 議員     | 政治聯繫 |          |
| -------------- | -------- | -------- | -------- |
| 1998年7月1日   | 鄧兆棠   |          |          |
| 1998年9月3日   | 議席懸空 | 議席懸空 | 議席懸空 |
| 1998年10月29日 | 鄧兆棠   |          |          |